# Eslinda Núñez
Eslinda Núñez Pérez (* 27. Dezember 1943 in Santa Clara) ist eine kubanische Schauspielerin. Sie ist aus Fernseh- und Kinoproduktionen bekannt. Im Jahre 2011 erhielt sie den Premio Nacional de Cine.

## Biographie
Nuñez’ Mutter, Celia Nuñez, war Hausfrau, ihr Vater, Ciro Nuñez, Busfahrer. Ihr Vorname „Eslinda“ bedeutet so viel wie „ist schön“ (spanisch es linda). Zwischen 1950 und 1954 lebte sie in Sagua la Grande, weil ihr Vater dorthin versetzt wurde. In ihrer Jugend schrieb Nuñez vorübergehend Gedichte und malte Bilder. In Santa Clara ging sie zur Schule und machte Abitur.
Im Alter von 14 Jahren verliebte sie sich in den Regisseur Manuel Herrera. Er veranlasste sie, Schauspielerin zu werden. Im Jahre 1960 fand sie eine Anstellung als Direktionsassistentin beim Instituto Cubano del Arte e Industria Cinematográficos (ICAIC). 1961 heiratete sie Herrera in Santa Clara und zog mit ihm nach Havanna. An der Universität von Havanna studierte Núñez spanische Sprache und Literatur.
Durch Herrera und andere Kollegen vom ICAIC, beispielsweise Nelson Rodríguez, Humberto Solás und Saúl Yelín ermutigt, begann Núñez an der Schauspielakademie des Teatro Estudio (in den Straßen Neptuno und Campanario, Havana) zu studieren. Ihre Lehrer waren Vicente Revuelta, Raquel Revuelta und Ernestina Linares. Später studierte sie bei Professor Julio Matas vom Casa de las Américas. Ihren ersten öffentlichen Auftritt hatte sie in dem Stück Nuestro pueblito (Unser Städtchen, von Thornton Wilder).
1962 begann sie, als Schauspielerin, Sängerin und Tänzerin am Musical-Theater von Havanna zu arbeiten, das unter der Leitung des Mexikaners Alfonso Arau stand. Im selben Jahr debütierte sie in der Kinofilmproduktion El otro Cristóbal, unter der Regie von Armand Gatti. Seitdem führt sie simultan eine Kino- und eine Theaterkarriere. Als Schauspielerin trat sie in Kinofilmen wie Lucía (1968), Erinnerungen an die Unterentwicklung (1968) und La primera carga al machete (1969) auf. Im Theater erzielte sie Erfolge mit Auftritten unter anderem in den Stücken La casa de Bernarda Alba, Los días de la guerra und vor allem Santa Camila de la Habana Vieja. Nuñez spielte in ausländischen Kinofilmen, zum Beispiel in der Sowjetunion (1972), in Mexiko (1974) und in Peru (1986). En 1983 obtuvo un importante éxito cuando su trabajo en el filme Amada (película de 1983)|Amada de Humberto Solás recibió el premio de actuación en el Festival de Cine Iberoamericano de Huelva (España). Im Fernsehen war sie in Fernsehspielen und Telenovelas zu sehen, so in El Chino, Pasión y prejuicio, La otra cara, No parqueo, Ana (telenovela)|Ana. Nuñez trat in über 50 Theaterstücken auf.
Nuñez nahm an zahlreichen internationalen Filmfestspielen teil, beispielsweise dem Internationalen Filmfestival in Moskau, dem Internationalen Filmfestival in Karlovy Vary, Internationales Kinofestival in San Sebastián, dem Internationalen Filmfestival in Biarritz, dem Festival des Iberoamerikanischen Kinos in Huelva, dem Kinofestival in Bogotá, dem Internationalen Kinofestival in Amiens und dem Internationalen Kinofestival in Nantes. Auch auf den Wochen der Kubanischen Kultur in Brasilien und Europa und im Centro Internacional de la Cultura Latinoamericana (Internationales Zentrum für Lateinamerikanische Kultur – CICLa) in Peru war sie präsent. Bei den folgenden Festivals war Nuñez Jurymitglied: Internationales Kinofestival in Karlovy Vary, Festival des Iberoamerikanischen Kinos in Huelva, Concurso José Antonio Ramos. Auf dem Festival Caracol der UNEAC war sie Präsidentin der Jury.
Mit ihrem Ehemann Manuel Herrera hat Eslinda Núñez einen Sohn. Er heißt Inti Herrera Núñez und ist ebenfalls Regisseur. Sie lebt mit ihrer Familie in Havanna.

## Filmographie
- 1963: El otro Cristóbal (Frankreich), Regie: Armand Gatti.
- 1963: Para quién baila La Habana, Regie: Vladimir Cech.
- 1968: Lucía, Regie: Humberto Solás.
- 1968: Erinnerungen an die Unterentwicklung (Memorias del subdesarrollo), Regie:Tomás Gutiérrez Alea.
- 1969: La primera carga al machete, Regie: Manuel Octavio Gómez.
- 1972: Un día de noviembre, Regie: Humberto Solás.
- 1973: Reiter ohne Kopf (UdSSR), Regie: Vladímir Vainstock.
- 1974: Próximamente en esta sala (Méxiko), Regie: Sergio García Michel.
- 1976: Mina, viento de libertad, Regie: Antonio Eceiza.
- 1980: Sonnabends ist immer Sonnenschein (No hay sábado sin sol), Regie: Manuel Herrera.
- 1980: Son… o no son, Regie: Julio García Espinosa.
- 1981: Cecilia, Regie: Humberto Solás, als Isabel Lincheta.[8]
- 1983: Amada – Junge Frau aus Havanna, Regie: Humberto Solás.
- 1986: José Raúl Capablanca, Regie: Manuel Herrera.
- 1986: El socio de Dios (Perú), Regie: Federico García.
- 1990: Mujer transparente (Cuento Laura), Regie: Ana Rodríguez.
- 1997: Mambí (España), Regie: Santiago Ríos.
- 2001: Parte de mi alma (mediometraje) Regie: Guillermo Centeno.
- 2005: Bailando cha cha chá, Regie: Manuel Herrera.
- 2005: Viva Cuba, Regie: Juan Carlos Cremata.
- 2005: Mi Caballero de París, Regie: Consuelo Ramírez.
- 2006: La pared (película)|La pared, Regie: Alejandro Gil.
- 2008: El viajero inmóvil, Regie: Tomás Piard.
- 2011: Juan of the Dead, Regie: Alejandro Brugués
- 2012: Esther en alguna parte, Regie: Gerardo Chijona.[9]

## Preise und Ehrungen
- «Distinción por la cultura nacional», verliehen vom Consejo de Estado de la República de Cuba.
- 1992: Ehrengast auf dem Festival de Cine de Bogotá (Kolumbien) anlässlich des 500. Jahrestages der Invasion Amerikas durch die Spanier.
- Ehrengast der Stadt Nantes (Frankreich).
- Medaille anläßlich des 300. Jahrestages der Gründung von Santa Clara.
- 2001: Ehrung für ihr Lebenswerk auf dem Festival de Cine de La Habana (New York).
- Preis für ihr Lebenswerk von der Unión Nacional de Escritores y Artistas de Cuba.
- Schauspielpreis auf dem Festival Cinematográfico Internacional de Huelva (Spanien).
- Preis beim Schauspielwettbewerb der Unión de Escritores y Artistas de Cuba.
- Lobende Erwähnung beim Schauspielwettbewerb der Unión de Escritores y Artistas de Cuba.
- 2011: Premio Nacional de Cine (Kuba)[10]